# Bazylika św. Piotra i św. Pawła w Nadur
Bazylika św. Piotra i św. Pawła (ang. Basilica of St Peter and St Paul) – rzymskokatolicka bazylika mniejsza w Nadur na wyspie Gozo, Malta. Kościół również służy jako kościół parafialny wioski Nadur.

## Historia
Parafia w Nadur została erygowana przez biskupa Malty Davide Cocco Palmieri 28 kwietnia 1688 roku. Ponieważ główny kościół nie był jeszcze wybudowany, jako kościół parafialny służył kościół pw. Niepokalanego Poczęcia NMP w Qali, który znajdował się wtedy w granicach parafii. Budowa kościoła rozpoczęła się 28 września 1760 roku, a jego projekt przypisywany jest maltańskiemu architektowi Giuseppe Bonniciemu. Zakończenie budowy nastąpiło z dniem jego konsekracji 12 maja 1867 roku. Kościół został ustanowiony kolegiatą (trzecią na Gozo) 19 września 1894 roku, zaś bazyliką mniejszą 26 czerwca 1967 roku.

## Wygląd
Kościół jest jedną z najładniejszych świątyń na wyspie. W roku 1907 kościół został przebudowany. Dobudowano wtedy nawy boczne, kopułę i fasadę w stylu włoskiego renesansu, opierając się na projekcie renomowanego maltańskiego architekta prof. Francesco Scaverio Sciortiniego. Sufit, zawierający sceny z życia świętych Piotra i Pawła, został pomalowany przez Lazzaro Pisaniego (pochodzącego z Żebbuġ), zaś dekoracje architektoniczne są pracą Włocha Pio Celliniego. Głównym propagatorem tych zmian był archiprezbiter Martin Camilleri.